# يان هانكوك
يان هانكوك (بالإنجليزية: Ian Hancock)‏ هو لغوي بريطاني، ولد في 29 أغسطس 1942 في لندن في المملكة المتحدة.